# Karl Isidor Beck

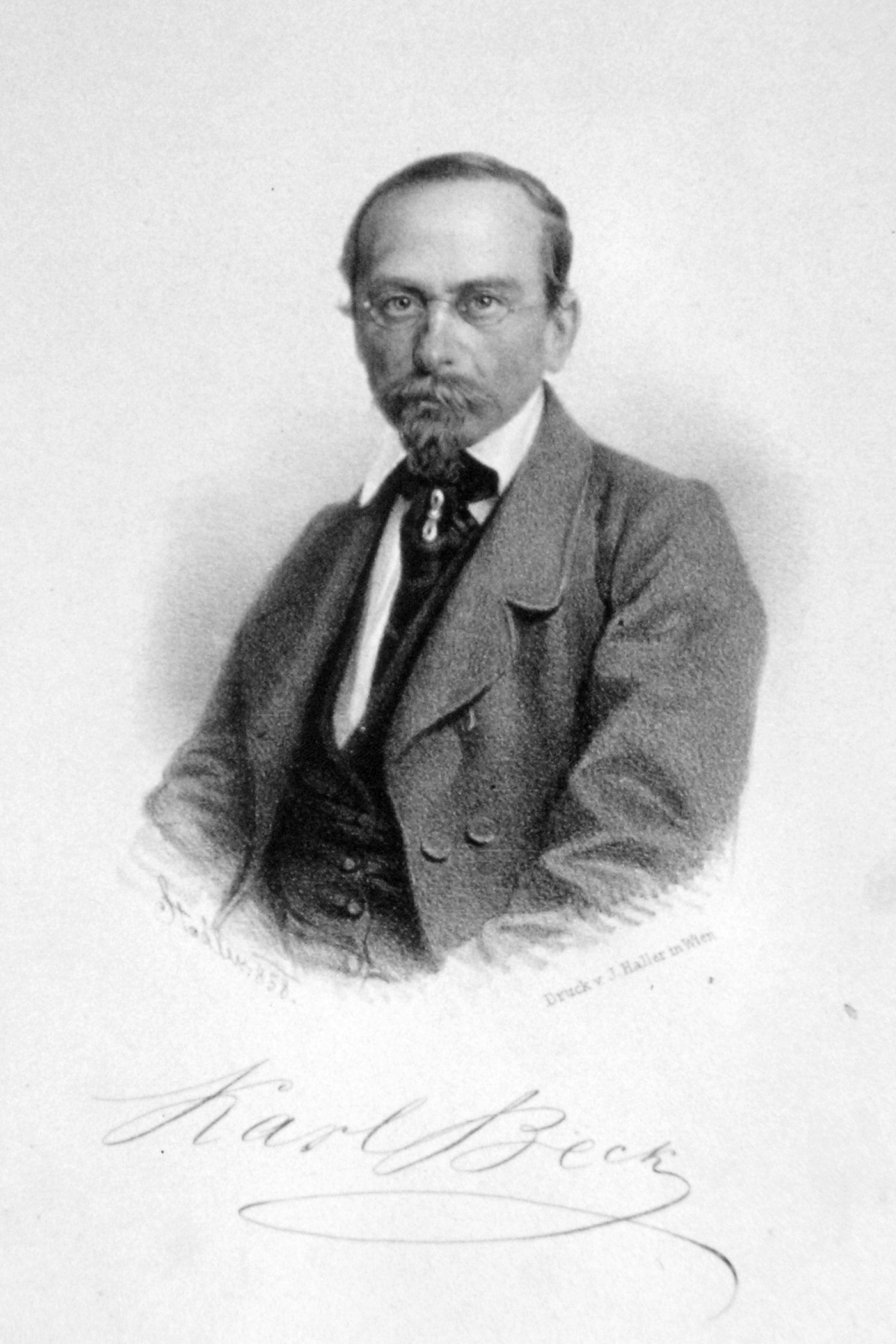
Karl Isidor Beck, Lithographie von Johann Stadler, 1858

Karl Isidor Beck (geboren 1. Mai 1817 in Baja, Komitat Bács-Bodrog; gestorben 9. April 1879 in Währing bei Wien) war ein österreichischer Dichter, Journalist und Schriftsteller.

## Leben
Karl Isidor Beck, Sohn jüdischer Eltern, besuchte zunächst die Schulen seines Heimatortes, bevor er seine Ausbildung in Budapest abschloss, wohin die Familie 1829 übersiedelt war. Ein jüngerer Bruder war der Karikaturist Wilhelm Beck. 1833/34 begann er an der Universität Wien das Studium der Medizin, kehrte aber bald nach Budapest zurück, um im Geschäft seines Vaters zu arbeiten.
1835 ging er an die Universität Leipzig und studierte dort Philosophie bis zur Promotion zum Dr. phil. Durch Gustav Kühne, den damaligen Redakteur der „Zeitung für die elegante Welt“, kam er in Kontakt mit der Literaturbewegung des Jungen Deutschlands, indem er sein schwungvolles Gelegenheitsgedicht Die Eisenbahn populär machte. In der Folge war er besonders mit Georg Herwegh, Ottilie von Goethe und Nikolaus Lenau freundschaftlich verbunden. Beck begann selbst gesellschaftskritische und politische Gedichte zu schreiben. Außerdem trat er der Alten Leipziger Burschenschaft bei. 1838 veröffentlichte er die Gedichtsammlung Nächte, gepanzerte Lieder, die großen Anklang fand.
Daraufhin erschienen etwa Stille Lieder (1839) und das 1840 in Pest zur Aufführung gekommene Trauerspiel Saul (1841) sowie 1842 Jankó, der ungarische Roßhirt, ein Roman in Versen, in dem er sich in patriotischer Begeisterung Landschaftsbeschreibungen Ungarns widmete. 1843 konvertierte er zum Protestantismus und begann seine Mitarbeit an der Pester Zeitung „Der Ungar“. Abwechselnd in Berlin und Wien lebend, knüpfte er hier auch Kontakte zu Anastasius Grün, Friedrich Halm, Friedrich Hebbel, Franz von Dingelstedt, Ernst Willkomm u. a.
Bei der Herausgabe seiner Gesammelten Gedichte 1844 kam Beck mit der preußischen Zensur in Konflikt; nach einer Beschlagnahme wurde das Buch durch das Oberzensurgericht mit Ausschluss zweier Gedichte aber wieder freigegeben. Seine 1846 erschienenen Lieder vom armen Mann enthielten zwar auch von Ludwig Börne beeinflusste sozialkritische Tendenzen, wurden aber von Friedrich Engels kritisch beurteilt.
Nach dem Ausbruch der ungarischen Revolution 1848 zog Beck von Berlin nach Wien. Ab 1854 war er als Feuilletonredakteur für den Pester Lloyd tätig. In Wien heiratete er 1850, seine Frau verstarb aber schon nach wenigen Monaten. Als Dichter war seit der Revolution sein Ruhm stark verblasst. Trotzdem erhielt er ab 1868 noch Zuwendungen von der Deutschen Schillerstiftung. Nach weiteren Aufenthalten in Berlin und Weimar, wo er eine Auszeichnung des Großherzogs Carl Alexander erhielt und mit seinem Landsmann Franz Liszt verkehrte, lebte er in seinen letzten Lebensjahren wieder in Wien.
1876 heiratete er ein zweites Mal: die Romanschriftstellerin Friederike Meister. Die Arbeit an seinem Lieblingswerk Meister Gottfried konnte Beck nicht mehr vollenden. Nach einem Schlaganfall litt er an einer chronischen Gehirnentzündung, die einen Aufenthalt in einer Heilanstalt in Währing erforderte, wo er dann starb.
Sein literarischer Nachlass befand sich zur Veröffentlichung bei Adolph Kohut, der 1898 einen Teil davon als Ungedrucktes von Karl Beck in den „Internationalen Literaturberichten“ erscheinen ließ.
Sein Grab befindet sich auf dem Evangelischen Friedhof Matzleinsdorf (Gruppe 10, Nr. 75) in Wien. Im Jahr 2001 wurde in Wien-Donaustadt (22. Bezirk) die Karl-Beck-Gasse nach ihm benannt.

## Lyrik
Seine auch heute noch fortwährende Bekanntheit verdankt der Dichter dem aus dem Band Stille Lieder stammenden Gedicht
An der Donau
| Und ich sah Dich reich an Schmerzen Und ich sah Dich jung und hold Wo die Treue wächst im Herzen Wie im Schacht das edle Gold, An der Donau, An der schönen, blauen Donau. | In den Sternen stand’s geschrieben Daß ich finden Dich gemußt Um auf ewig Dich zu lieben, Und ich las es mit zur Lust, An der Donau, An der schönen, blauen Donau. |

Wahrscheinlich, auch wenn es heute nicht mehr nachweisbar ist, hat Johann Strauss diese Worte gekannt, die ihn zum Titel für einen seiner berühmtesten Walzer, An der schönen blauen Donau, angeregt haben. Der Dichter hat jedenfalls die südungarische Donau bei seinem Heimatort gemeint und nicht die Donau in Wien.
Sowohl in den Liedern vom armen Mann als auch in den anderen Sammlungen besingt Beck auch immer wieder den tausendjährigen Weltschmerz des Judentums, so z. B. in:
Der Trödeljude
| Du mußt ja schaffen, mußt erraffen, In steter Gier nach Gut und Geld; Sie gönnen Dir kein Handgewerke, Sie gönnen Dir kein Ackerfeld. Du darfst ja nicht zur Jugend sprechen Von eines Lehrers hohem Pfuhl; Kein Sternchen scheint dem wackern Busen, Der sich bewährt im Kampfgewühl. | Du bist kein Mann in Amt und Würden, Dein Eid ist matt, Dein Herz ist lau; Doch Gold, o Kind, das darfst Du geben für einen frommen Kirchenbau. Du darfst im Land die Kranken heilen, Den Bettlern reichen Brot und Wein Und darfst wie ich und Deine Brüder Ein schlechter Trödeljude sein. |

## Werke
- Nächte, gepanzerte Lieder. Leipzig 1838.
- Der fahrende Poet. Leipzig 1838.
- Stille Lieder. Leipzig 1840.
- Saul. Leipzig 1841.
- Jankó. Roman in Versen. Leipzig 1842, 3. Aufl. 1870.
- Gesammelte Gedichte. Berlin 1844, 3. Aufl. 1870.
- Lieder vom armen Mann. Leipzig 1846.
- Monatsrosen. Berlin 1848, eine Nachblüte der Stillen Lieder.
- Gepanzerte Lieder. Berlin 1848.
- An Franz Joseph. Wien 1849.
- Aus der Heimat. 2. Aufl., Dresden 1852.
- Mater dolorosa. Roman. Berlin 1854.
- Jadwiga. Eine verifizierte Erzählung. Leipzig 1863.
- Still und bewegt. Eine zweite Sammlung von Gedichten. Berlin 1870.
- Ungedrucktes von Karl Beck. In: Internationale Literaturberichte. Berlin 1898.